# 학생선교자원운동

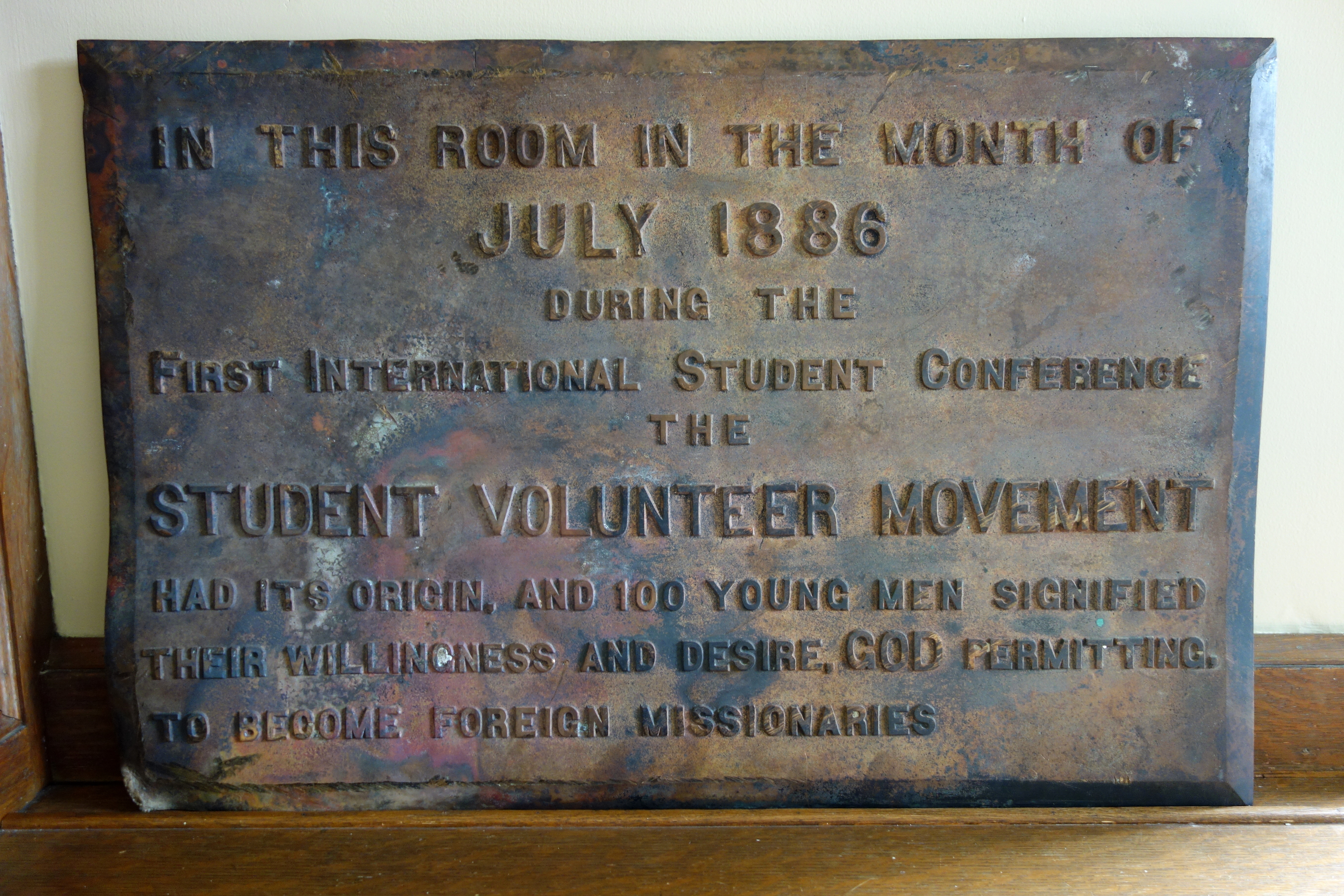
학생자원운동간판, 노스필드 헐몬산 고등학교

학생자원운동의 창립자 아더 태펀 피어선

학생선교자원운동(The Student Volunteer Movement for Foreign Missions)은 1886년 미국 노스필드에서 미국의 대학생들에게 복음과 선교에 대한 도전을 주기 위하여 A. T. 피어선 박사(Arthur T. Pierson)가 드와이트 라이먼 무디(Dwight L. Moody)와 함께 설립한 해외 선교를 위한 학생 선교운동 단체이다. 노벨상을 받은 존 모트(John R. Mott)는 A. T. 피어선의 영향을 받고 이 운동을 후에 인도하였다.
'학생선교자원운동'은 1886년 7월에 미국 매사추세츠주 노스필드에 있는 무디가 설립한 남자학교인 '헐몬산 학교(the Mount Hermon School for Boys)'에서 한 달간 개최된 대학생 여름수양회(Summer Conference for College Students)를 기원으로 삼는다. 당시 여름수양회에는 하버드 대학교, 프린스턴 대학교, 예일 대학교등 미국 및 캐나다의 89개 대학에서 251명의 대학생 대표들이 참석하였다. 선교와 설교로 유명한 피어선 박사(A. T. Pierson)가 '우리 모두가, 모두에게로 가야 한다'('All should go, go to all')는 내용의 세계선교에 대한 인상적인 설교를 통하여 참석자들에게 큰 감동을 주었다. 수양회 기간 동안 프린스턴 대학교의 대표로 참석한 로버트 와일더(Robert P. Wilder)는 선교가 시급한 10개국을 위해 학생들이 함께 모여 기도하는 '10개국 모임'을 이끌었으며, 이 기도모임을 시작으로 참석자들 중 총 100명이 세계 선교에 헌신하기로 자원하는 '프린스턴 서약(Princeton Pledge)'에 서명을 하게 되었다.
1888년에는 50명의 학생 대표들이 미국 매사추세츠주 노스필드에 모여 해외선교를 위한 학생자원운동을 정식으로 출범시켰다. 코넬대 출신 존 모트가 의장 겸 실행위원장에 선출됐다. 학생자원운동의 5가지 목표는 '첫째,학생들로 하여금 그들의 개인적인 생업으로서의 해외 선교 사역을 생각해 보도록 한다. 둘째, 학업에서나 활동 분야에서 선교를 위해 지원한 학생들을 교회 선교부에서 직접 활동할 수 있도록 돕는다. 셋째, 전체 지원자들을 하나의 보편적이고 전체적인 활발한 운동에 참여케 한다. 넷째, 여러 선교부에서 필요로 하는 양질의 지원자를 확보한다. 다섯째, 국내에 남아있는 학생들에게 기도와 헌금으로 선교사업을 지원할 수 있도록 한다.'이었다.
19세기 말과 20세기 초 한국을 비롯한 아시아 지역에 온 대부분의 미국, 캐나다, 호주 출신의 선교사들은 학생자원운동의 영향을 받은 사람들이었다. 캐나다 장로교단 소속의 선교사들 중 제임스 게일은 1887년에는 학생자원운동의 지도자들이 캐나다를 방문한 후 토론토대학 청년연합회(YMCA)의 지원으로 한국에 방문한 선교사였다. 예를 들어, 1902년에 학생자원운동을 통해 떠난 선교사의 비율은 중국 56명, 인도 37명, 일본 26명, 한국 10명, 필리핀 10명, 멕시코 7명 등이었으며, 개신교 교회가 급성장하면서 한국은 학생자원운동의 주요 선교지 중 하나였다.
피어선 박사는 직접 1910년에 한국에 방문하여 성경공부를 가르쳤다. 그의 한국방문은 그가 소천한 후에 피어선기념성경학원(현 평택대학교)을 설립하는 계기가 되었다.

## 같이 보기
- 아더 태펀 피어선
- 존 모트
- 세계기독학생연맹